# نظام خطي أ

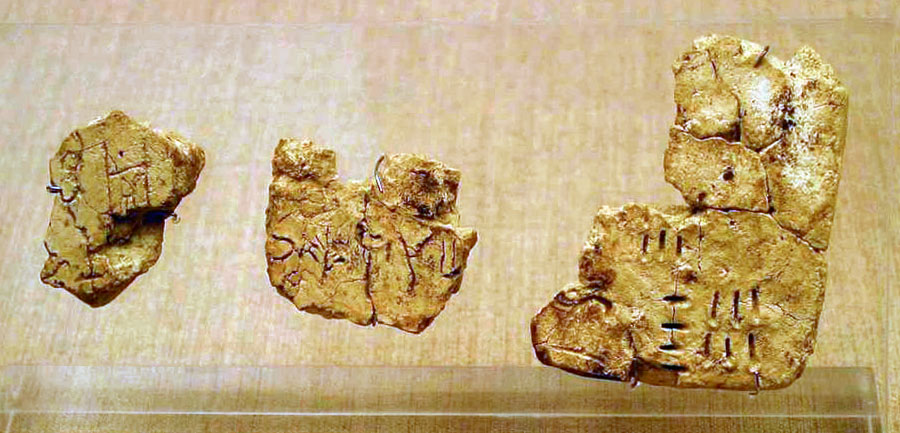
نظام كتابة خطي من نوع أ.

نظام خطي أ (بالإنجليزية: Linear A)‏ وهو واحد من نظامين كتابة أستخدم في اليونان القديمة في كريت وفي مناطق أخرى من حوالي سنة 2500 إلى سنة 1400 ق م، وشاعت هذا النظام في عصر حضارة مينوسية، تم اكتشاف نظام الكتابة هذا من قبل عالم الآثار البريطاني آرثر إيفانز وقال أن هذا النظام يعود أصله إلى النظام الخطي ب وقد استعمل هذا الخط أيضاً في عصر يونان الموكيانية.